# Lista lotniskowców niemieckich
Republika Federalna Niemiec, ani żadne z poprzedzających ją państw nigdy nie dysponowało ukończonym lotniskowcem. Niemniej, kilka takich okrętów było budowanych, a Niemcy operowały swego czasu tenderami wodnosamolotów.
| Nazwa                 | Zdjęcie | Typ              | Rozpoczęcie prac | Stan konstrukcji                              | Los okrętu                                                                  | Uwagi | Wyposażenie lotnicze | Marynarka wojenna                     | Źródło |
| --------------------- | ------- | ---------------- | ---------------- | --------------------------------------------- | --------------------------------------------------------------------------- | --- | -------------------- | ------------------------------------- | ------ |
| „I”                   |         | okręt unikatowy  | nigdy            | przebudowa nierozpoczęta                      | złomowany w 1922 roku                                                       | budowany od 1915 roku dla Włoch jako statek pasażerski „Ausonia”, w 1918 roku ukończono plany przebudowy na lotniskowiec, budowy nie rozpoczęto ze względu na trudną sytuację gospodarczą państwa | 10 samolotów         | Kaiserliche Marine                    | [ 1 ]  |
| „Graf Zeppelin”       |         | Graf Zeppelin    | 1936             | ukończony w 90%                               | zatopiony jako okręt-cel w 1947 roku                                        | decyzja o budowie zapadła w 1934 roku, od 1936 roku trwała budowa, nieukończony okręt zwodowany w 1938 roku, prace przerwane w roku 1940, rok później wznowione i ostatecznie przerwane w 1943 roku, w 1945 roku zatopiony, później podniesiony i wcielony do marynarki ZSRR | 42 samoloty          | Kriegsmarine MW ZSRR                  | [ 2 ]  |
| „B”                   |         | Graf Zeppelin    | 1938             | kadłub w budowie                              | złomowany w 1940 roku                                                       | budowa rozpoczęta w 1938 roku, w 1939 roku przerwana, nigdy nie zwodowany | 50 samolotów         | Kriegsmarine                          | [ 4 ]  |
| „C”                   |         | Graf Zeppelin    | nigdy            | planowany                                     | niewykonany                                                                 | zaplanowane w 1937 roku, rok później anulowane | brak danych          | Kriegsmarine                          | [ 5 ]  |
| „D”                   |         | Graf Zeppelin    | nigdy            | planowany                                     | niewykonany                                                                 | zaplanowane w 1937 roku, rok później anulowane | brak danych          | Kriegsmarine                          | [ 5 ]  |
| „I”                   |         | okręt unikatowy  | nigdy            | przebudowa nierozpoczęta                      | złomowany w 1963 roku                                                       | przed II wojną światową transatlantyk francuski SS „Liberté”, w 1939 roku przejęty przez Niemców, służył jako mieszkania dla żołnierzy, w 1942 roku zaplanowano przebudowę na lotniskowiec, planu zaniechano, po wojnie łup USA służący jako transportowiec USS „Europa”, | 42 samoloty          | Kriegsmarine US Navy                  | [ 6 ]  |
| „Jade”                |         | Jade             | nigdy            | przebudowa nierozpoczęta                      | zatopiony po wejściu na minę w 1942 roku                                    | zwodowany w 1935 roku jako statek pasażerski „Gneisenau”, w 1939 roku włączony do Kriegsmarine jako transportowiec, w 1942 roku zdecydowano o przekształceniu go w lotniskowiec, pomysł po kilku miesiącach porzucono i wrócił do służby jako transportowiec | 24 samoloty          | Kriegsmarine                          | [ 7 ]  |
| „Elbe”                |         | Jade             | 1942             | nieukończony, przebudowany na okręt koszarowy | złomowany w 1976 roku                                                       | zwodowany w 1935 roku jako statek pasażerski „Potsdam”, w 1939 roku włączony do Kriegsmarine jako transportowiec, w 1942 roku zdecydowano o przekształceniu go w lotniskowiec, niedługo później prace rozpoczęto i prędko przerwano, przerobiony na okręt koszarowy, po wojnie zdobycz Wielkiej Brytanii, służył jako transportowiec HMS „Empire Fowey”, sprzedany Pakistanowi, gdzie służył jako „Safina-E-Hujjaj” | 24 samoloty          | Kriegsmarine Royal Navy Pakistan Navy | [ 7 ]  |
| „Seydlitz”            |         | Hipper           | 1942             | nieukończony                                  | samozatopiony w 1945 roku, by utrudnić Armii Czerwonej zajęcie Königsberga  | budowany od 1936 roku jako krążownik ciężki typu Hipper, w 1939 roku kadłub wodowany, a prace wstrzymane, wznowione je w 1942 roku, jednak zdecydowano się przebudować go na lotniskowiec | 20 samolotów         | Kriegsmarine                          | [ 8 ]  |
| „II”                  |         | La Galissonnière | 1942             | nieukończony                                  | ukończony jako krążownik przeciwlotniczy „De Grasse”, złomowany w 1975 roku | budowany jako krążownik lekki „De Grasse”, zdobyty przez Niemców w 1940 roku, w 1942 roku zdecydowano się przebudować go na lotniskowiec, w 1943 roku prace wstrzymano, w 1945 roku odzyskany przez Francję | 23 samoloty          | Marine nationale Kriegsmarine         | [ 9 ]  |
| „Aquila” zdobyczny    |         | okręt unikatowy  | 1941             | nieukończony                                  | zatopiony w 1945 roku, w 1951 roku wydobyty i złomowany                     | w 1941 roku rozpoczęto przebudowę statku pasażerskiego SS „Roma” na lotniskowiec, budowy nie ukończono, okręt przejęty przez Niemców po przejściu Włoch na stronę aliantów, ogołocony i unieruchomiony przez sabotażystów | 51–70 samolotów      | Regia Marina Kriegsmarine             | [ 11 ] |
| „Sparviero” zdobyczny |         | okręt unikatowy  | 1942             | nieukończony                                  | zatopiony w 1944 roku, w 1946 roku wydobyty i złomowany                     | w 1942 roku rozpoczęto przebudowę transatlantyku MS „Augustus” na lotniskowiec, budowy nie ukończono, okręt przejęty przez Niemców po przejściu Włoch na stronę aliantów, użyty jako statek-blokada | 46 samolotów         | Regia Marina Kriegsmarine             | [ 12 ] |